# Bixadus sierricola
Bixadus sierricola är en skalbaggsart som först beskrevs av White 1858.  Bixadus sierricola ingår i släktet Bixadus och familjen långhorningar.
Artens utbredningsområde är:
- Angola.
- Gabon.
- Kenya.
- Senegal.
- Sierra Leone.

Inga underarter finns listade.